# ランビール・カプール
ランビール・カプール（Ranbir Kapoor、1982年9月28日 - ）は、インドのヒンディー語映画で活動する俳優。インドで最も出演料が高額な俳優の一人であり、これまでフィルムフェア賞を含む多くの映画賞を受賞している。また、フォーブス・インディアのインディア・セレブリティ100に度々選出されており、インドを代表するセレブリティの一人でもある。

## 生い立ち
1982年9月28日にリシ・カプールとニートゥー・シンの息子としてボンベイ（現ムンバイ）に生まれる。ランビールの生家カプール家はボリウッドの名家であり、俳優のプリトヴィラージ・カプールは曾祖父、俳優・監督のラージ・カプールは祖父に当たる。姉リディマはインテリアデザイナー、ファッションデザイナーであり、従姉妹のカリシュマ・カプールとカリーナ・カプールは女優として活動している。
ランビールはマーヒムのボンベイ・スコティッシュ・スクールで教育を受けたが、彼は勉学に関心を持たなかったため、学業成績は低評価だった。その反面、スポーツ分野（特にフットボール）で顕著な成績を残したという。彼は幼少期に受けた両親からの影響について「往々にして、2人の喧嘩は本当に酷いものでした。私は朝の5時か6時まで、頭を両膝の間に挟み、階段に座り込んで喧嘩が終わるのを待っていました」と語り、その上で、この経験により「感情の貯蔵庫を身体の内部に作ること」になり、映画に興味を抱くことを強いられる結果になったと語っている。幼少期は母ニートゥーと親密だったが、その一方で父リシとは険悪な関係だった。成長後、ランビールは父リシが監督した『Aa Ab Laut Chalen』で助監督を務め、これ以降カプール父子は良好な関係を構築した。
その後はH・R・カレッジ・オブ・コマース&エコノミクスで教育を受け、ニューヨークに留学してスクール・オブ・ビジュアル・アーツで映画製作を学び、リー・ストラスバーグ演劇映画学校ではメソッド演技法を学んだ。映画学校在籍中には『Passion to Love』と『India 1964』という2本の短編映画を製作し、監督・主演を務めた。ランビールが後年「無駄な経験だった」と語っているニューヨークでの孤独な滞在経験は、ボリウッドでのキャリアを追い求めるためのきっかけを彼に与えた。
ムンバイに帰郷後、ランビールは2005年公開の『Black』でサンジャイ・リーラー・バンサーリーの助監督を務めた。彼はこの時の体験について「午前7時から午後4時まで床を掃除したり照明を修理するなど、あらゆることをやらされ酷い目に遭いましたが、毎日多くのことを学びました」と語っている。彼は後年『Black』の製作に参加した理由について、「バンサーリーから俳優の仕事をもらうために参加した」と語っている。

## キャリア

### 2007年 - 2010年
『Black』公開後、バンサーリーは2007年公開の『愛しき人』でランビールを主役に起用した。同作で俳優デビューしたランビールはRediff.comのインタビューで、自分が演じた役は祖父ラージへの賛辞として描かれたと語っている。同作はハリウッドの製作会社（ソニー・ピクチャーズ エンタテインメント）が製作した最初のインド映画であり公開前から大きな期待を寄せられたが、BBCのジャスプリート・パンドーハルは「大規模な失敗作」と酷評している。ラジーヴ・マサンドも映画の内容を「わざとらしいフェイク」と酷評したが、ランビールについては「発掘することが稀なスターの素質を持っている」と高い評価を与えている。『愛しき人』の興行成績は振るわなかったものの、ランビールは演技を高く評価されフィルムフェア賞 新人男優賞を受賞した。2008年にシッダールト・アーナンドの『Bachna Ae Haseeno』で主役に起用された。同作はランビールの最初の商業的成功作であり、ビパシャ・バスー、ミニーシャー・ラムバーと共演した。ランビールの演技について、ニューヨーク・タイムズのレイチェル・サルツは彼の「子犬のような愛らしさ」は「ボリウッドの主演男優を演じる際に役立つだろう」と批評している。
2009年は3本の映画に出演した。9月はアヤーン・ムカルジーの『Wake Up Sid』に出演し、コーンコナー・セーン・シャルマー演じるジャーナリストとの出会いを経て人生が一変するティーンエイジャーを演じた。映画のタイトルはランビールが考案したものが採用されている。同作はスリーパー・ヒットを記録し、批評家からも絶賛された。ランビールの演技について、ボリウッド・ハンガマのタラン・アダルシュは「今日の業界における最高の演技」と批評している。11月に出演したラージクマール・サントーシの『Ajab Prem Ki Ghazab Kahani』ではカトリーナ・カイフと共演し、同作は2009年のボリウッド映画興行成績第4位となった。批評家ガウラヴ・マラニはランビールのコメディの才能を高く評価したが、彼の「興奮し過ぎたハスキーバリトン」は問題があると批評している。12月はシミット・アミンの『Rocket Singh: Salesman of the Year』に出演した。マヤンク・シェーカルはランビールの演技を絶賛したが、同作は興行的には失敗している。ランビールは『Rocket Singh: Salesman of the Year』の興行的な失敗に対し、「大きく失望した」と語っている。第55回フィルムフェア賞では出演作3本全てで審査員選出男優賞を受賞し、『Wake Up Sid』『Ajab Prem Ki Ghazab Kahani』では主演男優賞にノミネートされた。
2010年にプラカーシュ・ジャーの『Raajneeti』に出演した。同作は『マハーバーラタ』と『ゴッドファーザー』にインスピレーションを得て製作された政治映画であり、ナーナー・パテーカル、アジャイ・デーヴガン、アルジュン・ラームパール、マノージュ・バージペーイー、カトリーナ・カイフ、サラ・トンプソンが主要キャストを務めた。ランビールは父が暗殺されたため、不本意ながら政治家になることになった名門政治一家の末子サマール・プラタープ（アルジュナとマイケル・コルレオーネに相当する役）を演じた。彼にとってサマール・プラタープは初めて演じた「複雑な役柄」であり、それまで演じてきた「恋する青年」から脱却する契機となった。ザ・タイムズ・オブ・インディアのニカート・カーズミーは「この映画はミニマリズムの芸術を完成させたランビール・カプールのものです。彼は文字通り、あなたの目の前で成長し、この噴火する火山は止めることができません」と批評している。一方、ロサンゼルス・タイムズのロバート・アベールは、ランビールの演技を酷評している。当初、『Raajneeti』は製作費6億ルピーの回収すら危ぶまれていたが、興行収入14億3000万ルピーを記録するヒット作となった。ランビールは同作でフィルムフェア賞主演男優賞にノミネートされた。同年には『Anjaana Anjaani』でプリヤンカー・チョープラーと共演したが、興行成績は振るわず批評家からの評価も芳しくなかった。ラジーヴ・マサンドは「彼は明確な設定のない役柄と戦っていた」、ニューデリー・テレビジョンのアヌパマ・チョープラーは「ランビールは映画を救おうと何度もシャツを脱いだが、その愛らしい胸郭でさえ、映画を救うことはできませんでした」と批評している。

### 2011年 - 2013年
2011年7月に『チラー・パーティー』でアイテム・ナンバーを務め、同年11月にはイムティアズ・アリーの『ロックスター』ではロックスターのジョーダン役を演じた。ランビールは役作りのためにプリータムプルのジャート族と生活を共にして彼らの生活様式を学び、さらにA・R・ラフマーンの音楽スタジオでギターを学んでいる。また、映画のプロモーションのためにムンバイのライブコンサートに参加した。批評家からの映画の評価は賛否両論だったが、ランビールの評価は絶賛が大半だった。デイリー・ニュース&アナライシスのアニルッダー・グハーは、ランビールの描写を「主演俳優によるボリウッド映画の完成された最高の演技の一つ」と絶賛している。ランビールは第57回フィルムフェア賞で審査員選出男優賞を受賞し、この他にスター・スクリーン・アワード 主演男優賞、国際インド映画アカデミー賞 主演男優賞を受賞している。また、『ロックスター』は興行収入10億7000万ルピーを記録するヒット作となった。
2012年に出演した『バルフィ! 人生に唄えば』は、ランビールにとって国内興行収入が10億ルピーを超えた最初の主演映画となった。同作はアヌラーグ・バスが監督を務め、ランビールは聴覚障害者の青年バルフィを演じている。彼は役作りのためにロベルト・ベニーニ、チャールズ・チャップリン、祖父ラージ・カプールの出演作を鑑賞して演技法を学んだ。同作は主演俳優3人（ランビール、プリヤンカー・チョープラー、イリアナ・デクルーズ）の演技が高い評価を受けた。バラエティ誌のローニー・シャイブは、ランビールがチャップリンの「調子と影響」を上手く表現した点を評価し、Rediff.comのラジャ・センは「彼は完璧にチャップリンの役柄を会得しており、あらゆる場面で彼の役に心を与えている」と批評している。『バルフィ! 人生に唄えば』は第85回アカデミー賞のアカデミー外国語映画賞インド代表作品に選出され、マラケシュ国際映画祭と釜山国際映画祭で上映された。ランビールは同作でフィルムフェア賞、スター・スクリーン・アワード、国際インド映画アカデミー賞の主演男優賞を受賞している。
2013年5月には『若さは向こう見ず』でディーピカー・パードゥコーン、カルキ・ケクラン、アディティヤ・ロイ・カプールと共演した。ランビールは彼自身を投影したキャラクターであるカビール役を演じている。ランビールとディーピカーは破局後初めての共演だったため、メディアの注目を集めた。同作は29億5000万ルピーの興行収入を記録するヒット作となり、ランビールはフィルムフェア賞主演男優賞にノミネートされた。多くの批評家は映画が「決まり文句だらけ」であると指摘したが、デイリー・ニュース&アナライシスのトゥシャール・ジョーシーはランビールとディーピカーのコンビを「最上級のもの」と絶賛している。同年10月には『Besharam』で父リシ、母ニートゥと共演している。同作は批評家から酷評され、ザ・ヒンドゥーのスバーシュ・カマトは「カプールの恥の殿堂」と酷評している。

### 2014年 - 2018年
2014年は『Bhoothnath Returns』『PK』にカメオ出演したのみだった。2015年に『Roy』に出演し、同作はサリタ・タンワルから「退屈でウンザリさせられる映画」と評されている。同年5月にはアヌラーグ・カシャップの『ボンベイ・ベルベット』でアヌシュカ・シャルマ、カラン・ジョーハルと共演した。ランビールはボクサーを演じており、キャラクターのタポリスタイルは『55年夫妻』のジョニー・ウォーカーのキャラクターをモデルにしている。同作は12億ルピーの製作費が投じられ、43億ルピーの興行収入を記録するヒット作となったが、批評家からの評価は分かれた。ビジネス・スタンダードのリティカ・バティアは、ランビールは従来演じてきた役柄から脱却したと指摘した上で、「彼の描写は深みに欠ける時がある」と批評している。同作はロカルノ国際映画祭と富川国際ファンタスティック映画祭でも上映された。同年11月にイムティアズ・アリの『Tamasha』でディーピカー・パードゥコーンと共演した。ランビールは芸術の道を望みながらエンジニアとして暮らす青年ヴェード役を演じている。同作は興行的に失敗し、批評家からの評価も別れた。ただし、ランビールの演技は絶賛されており、ハリウッド・リポーターのリサ・ツェリングは「カプールはビューティフル・キャストであり、彼のトレードマークである堂々とした演技と繊細な感情は、その役柄に適している」と批評している。また、『Tamasha』でフィルムフェア賞主演男優賞にノミネートされた。
2016年にカラン・ジョーハルの『心〜君がくれた歌〜』に出演し、失敗作が続いたランビールのキャリアは好転した。同作は報われない男女の恋を描いた恋愛映画であり、アヌシュカ・シャルマ、アイシュワリヤー・ラーイ・バッチャンと共演した。また、2016年のボリウッド映画で最も収益を上げた作品の一つとなった。バラエティ誌のジョー・レイドンは「カプールは脆弱性と利己性のバランスを取ろうと努力しているが、忌々しいエラーを起こすことが度々ある」と批評している。また、フィルムフェア賞主演男優賞にノミネートされた。
2017年にアヌラーグ・バスの『探偵ジャッガ』では共同プロデューサー、主演を務め、ランビールは行方不明の義父を探すティーンエイジャーを演じた。同作の製作は難航し、2014年に撮影が始まったものの数度にわたる脚本の変更や再撮影、共演者で当時交際中だったカトリーナ・カイフとの不和が重なり公開日が度々延期された（撮影終了前にカトリーナとは破局している）。ファーストポストのアンナ・M・M・ヴェティカドはランビールの演技を賞賛したが、彼をティーンエイジャーの学生役にキャスティングした点は批判している。同作は興行的に失敗し、ランビールはプロダクションの失敗について後悔の念を述べている。
2018年にラージクマール・ヒラーニの『SANJU サンジュ』に出演した。同作はサンジャイ・ダットの半生を描いた伝記映画であり、ランビールはサンジャイ役を演じた。ランビールは映画が聖人伝になることを嫌い、サンジャイの動作を模倣することを避けた。彼は役作りのためサンジャイとの交流を深め、年代ごとのサンジャイを演じるために1か月間かけて肉体改造を施した。ニューデリー・テレビジョンのサイバル・チャテルジーは、サンジャイの複雑さを上手く表現できていると述べ、「驚くほどの効果的な方法で、彼の人格をキャラクターに内包させている」と批評している。ミント紙のウダイ・バティアは、サンジャイの悪印象にもかかわらず、彼が同情的に描かれている点を批判したが、ランビールの演技を賞賛している。同作はランビールのスター俳優としての地位を再確立させ、興行収入58億ルピーを記録するヒット作となった。また、彼はフィルムフェア賞主演男優賞を受賞している。

### 2022年 - 現在

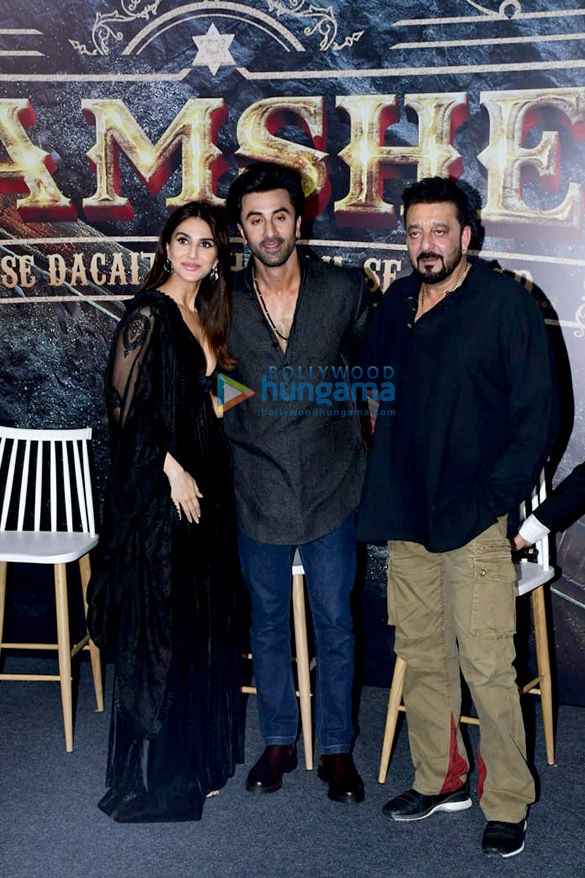
『Shamshera』予告編公開イベントに出席するランビール・カプール、ヴァーニー・カプール、サンジャイ・ダット（2022年）

2022年は『Shamshera』『ブラフマーストラ』に出演した。ランビールは2018年から2022年までの4年間映画に出演しなかった理由としてCOVID-19パンデミックや父リシ・カプールとの死別、2本の大作映画（『Shamshera』『ブラフマーストラ』）の撮影に携わっていたことを挙げている。1800年代を舞台にした『Shamshera』では一人二役を演じ、サイバル・チャテルジーは彼の演技について「今後、この俳優は仕事を引き受ける前に脚本を批判的に読み込むべきだ。彼の才能のためにも、そうするべきなのだ」と批評しており、映画は興行的に失敗している。一方、「アストラバース」三部作の第1作として5年の歳月をかけて製作された『ブラフマーストラ』ではアーリヤー・バットと共演し、40億ルピーというインド映画史上最も高額な製作費が投じられた。アーリヤー・バットとの共演は『TheWrap』サイモン・エイブラムスからは酷評されたが、『デカン・ヘラルド』のヴィヴェーク・M・Vからは好意的に評価されている。同作は43億1000万ルピーの興行収入を記録し、同年のヒンディー語映画興行成績第1位にランクインしている。
2023年は『Tu Jhoothi Main Makkaar』でシュラッダー・カプールと共演した。『インディア・トゥデイ』のトゥシャール・ジョーシーは「ランビール・カプールのロマンティック・コメディへの復帰を歓迎する」と批評しており、興行的にも一定の成功を収めた。その後、ランビールはイメージの一新を図り、サンディープ・レッディ・ヴァンガの『Animal』に出演し、父親との関係に悩む暴力的な男を演じた。彼は映画について「自分のコンフォートゾーンから大きく逸脱しており、その強さと弱さ、予測不可能性の混ざり合った役柄」に挑戦するために演じたと語っている。一部の批評家は『Animal』の内容と彼の役柄から、「映画は有害な男らしさと女性蔑視を称賛するものだ」と批判し、『ガーディアン』からは「ランビール・カプールが演じた役は、映画史上最も下劣なキャラクターの一人である」と酷評された。一方、ニュース18は「ランビール・カプールはカリスマ性をもって、この好ましくないキャラクターに命を吹き込んだ」と好意的に評価している。同作は90億ルピーの興行収入を記録し、彼のキャリアの中で最も収益を上げた主演作となり、同時にフィルムフェア賞主演男優賞を受賞している。

## 人物

### 女性関係

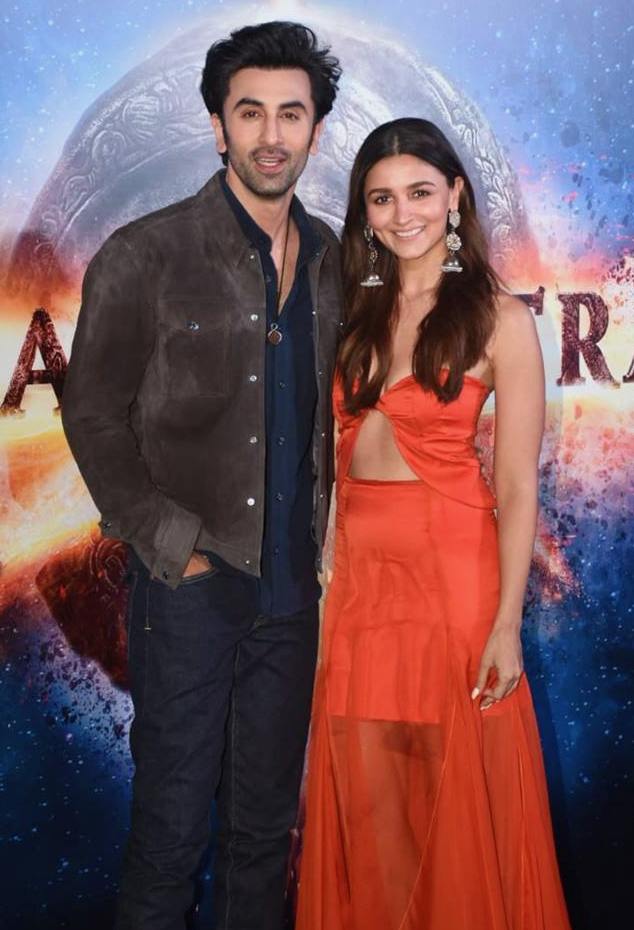
ランビール・カプールとアーリヤー・バット（2022年）

ランビールは両親の結婚生活を通して、異性との関係構築の難しさを学んだと語っている。彼は7年生の時に初めて女性と交際したが、関係が終わった際に鬱病に悩まされたという。『Bachna Ae Haseeno』撮影中の2008年から共演者のディーピカー・パードゥコーンと交際を始めた。2人の交際はインド国内で大きな注目を集め、メディアからは「結婚間近」という報道が出るようになったものの、1年後にディーピカーとは破局している。ランビールは「円満に別れた」と語っているが、メディアは「ランビールの浮気が原因である」と報じた。2015年の時点で2人の関係は修復されており、映画で共演するなど一定の交流がある。ディーピカーと別れて以降、ランビールは自分のプライベートについて口外することを避けるようになった。
『Ajab Prem Ki Ghazab Kahani』撮影中の2009年に共演者カトリーナ・カイフとの交際が報じられた。2013年8月にはスペインのビーチでのツーショット写真が、スターダスト誌でスクープされた。ランビールは交際報道についてコメントすることを避けていたが、2015年にカトリーナとの交際を公式に認めている。しかし、2016年2月には2人が破局したと報じられた。
2018年から『ブラフマーストラ』で共演したアーリヤー・バットと交際を始め、2022年4月14日にムンバイの自宅でプライベート結婚式を挙げた。同年6月にはアーリヤー・バットが第一子を妊娠したことを発表し、11月に娘が生まれている。

### 慈善活動
ランビールはフットボール愛好家としても知られており、慈善団体の援助も行っている。彼は慈善事業の資金調達を目的としたセレブリティ・フットボール・クラブである「オールスターズ・フットボール・クラブ」の副キャプテンを務め、2013年3月に児童支援を行っているNGO団体への支援を目的とした試合を開催した。2014年にビマル・パレークと共同でムンバイ・シティFCの所有権を取得し、同時にジオサーヴンのコンテンツ・プログラミング・アドバイザーに就任した。2016年にはドキュメンタリー・シリーズ『Girls with Goals』に出演してジャールカンド州で活動する女子サッカーチームのユーワ・インディアへの支援を呼びかけ、援助資金を集めた。
女児のエンパワーメントを支援しており、シャバーナー・アーズミーが運営するNGO団体「Mijwan Welfare Society」の親善大使を務めている。また、環境活動にも関心を持ち、2011年にペプシコが運営する「Community Water Initiative」に活動資金を寄付している。2012年にはゾーヤー・アクタルが製作した短編映画に他の著名人と共に出演し、乳癌に関する啓発活動を行った。この他にインド国内の健康促進運動を展開するニューデリー・テレビジョンの「Marks for Sports」のキャンペーン大使も務めている。2013年にeBayのオークションに出品し、最高入札者にはランビールと交流する権利が与えられた。彼はオークションで得た利益をウッタラーカンド州の洪水被害の被災者救援のためにセーブ・ザ・チルドレンに全額寄付している。同年にはインド国立映画開発公社が製作したコマーシャルに他の著名人と共に出演し、子供の教育に関する啓発活動を行った。2014年には再びeBayのオークションで『Rockstar』で使用した衣装を出品し、収益を洪水被害を受けたジャンムー・カシミール州とアッサム州の復興支援のために寄付した。また、2015年4月に発生したネパール地震の被災者支援のための募金活動を主催している。2015年にはモンスーンの時期に活動するムンバイ交通警察のために2000着のレインコートを寄付している。2018年にアーミル・カーンの「Paani Foundation」と協力し、マハーラーシュトラ州の干ばつ被害を受けた農村の支援活動を行った。

### メディア・イメージ

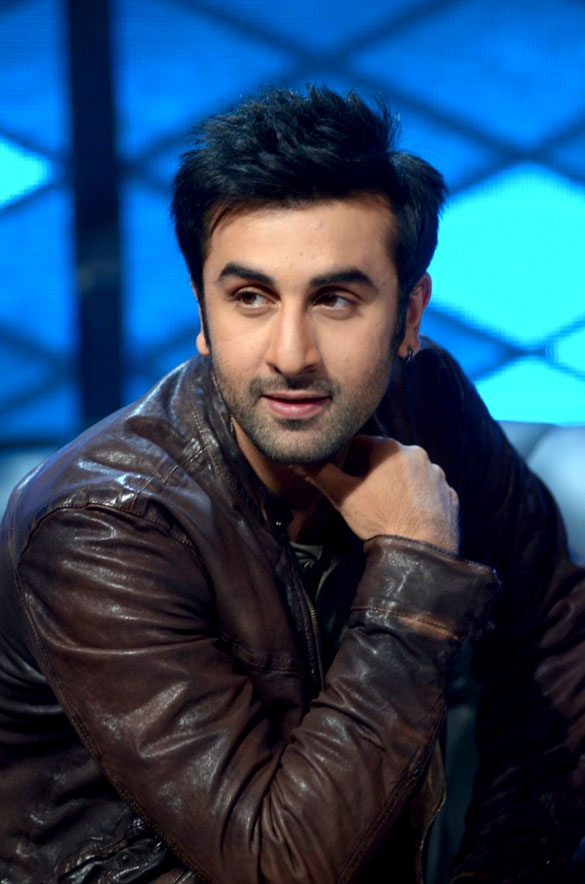
『インディアン・アイドル』に出演するランビール・カプール（2012年）

ボリウッドの名家に生まれたランビールは、幼少期からメディアの注目を集めていた。ヒンドゥスタン・タイムズは「彼は常にスター・キッドであり、誰もが大きな期待を寄せていた」と述べている。俳優デビュー作『Saawariya』は興行的な失敗だったが、インド＝アジアン・ニュース・サービスは「彼は『Raajneeti』『Rockstar』『バルフィ! 人生に唄えば』などの映画で見せた説得力のある演技によって、映画世界を流星のように駆け上った」と述べている。2013年にダルマ・プロダクションの最高執行責任者アプールヴァ・メータは、ランビールの商業的可能性について「10本という短いキャリアの中で、ランビール・カプールはその映画ビジネスで大きなジャンプを成し遂げました」と評価している。同年にはエコノミック・タイムズから「彼の世代の中で最も利益を生み出す俳優」と評された。しかし、『若さは向こう見ず』が成功して以降の出演作は興行的な不振が続くようになった。これはランビールの実験的映画への出演により、彼の商業的な魅力に悪影響が出たためと分析されている。
ランビールはインド国内で最も人気があり、かつ著名な人物の一人である。2012年と2013年にフォーブス・インディアが選ぶインディア・セレブリティ100でトップ20入りを果たしている。その後の2年間で、彼は推定年収9億3250万ルピー、8億5000万ルピーでセレブリティ100の第11位にランクインし、インドで最も出演料が高額な俳優の一人になった。また、Rediff.comが選ぶ「ボリウッド・ベスト・アクター」に度々ランクインしており、2009年に第2位、2011年に第1位、2012年に第3位、2015年に第6位にそれぞれ選ばれている。
また、複数のメディアによってインドで最も魅力的なセレブリティの一人として取り上げられている。2010年から2015年までの間、ザ・タイムズ・オブ・インディアが選ぶ「最も好ましい男性」で毎年トップ10入りしていた。2009年にピープル誌が選ぶ「インドの最もセクシーな男」に選出され、2013年にはフィルムフェアが選ぶ「最もスタイリッシュな若手俳優」で第1位にランクインした。同年にはリムカ公式記録のピープル・オブ・ザ・イヤーに選ばれている。2010年にイースタン・アイの「最もセクシーなアジア人」に選ばれ、2011年から2014年にかけてトップ10入りを果たした。また、ペプシコーラ、パナソニック、ルノー・インディア、レノボ、FCバルセロナなど複数の企業のエンドーサーとなっている。

## フィルモグラフィー
- 愛しき人（英語版）（2007年）
- Bachna Ae Haseeno（2008年）
- チャンスをつかめ!（英語版）（2009年）
- Wake Up Sid（2009年）
- Ajab Prem Ki Ghazab Kahani（2009年）
- Rocket Singh: Salesman of the Year（2009年）
- Raajneeti（2010年）
- Anjaana Anjaani（2010年）
- チラー・パーティー（英語版）（2011年）
- ロックスター（英語版）（2011年）
- バルフィ! 人生に唄えば（2012年）
- ボンベイ・トーキーズ（英語版）（2013年）
- 若さは向こう見ず（2013年）
- Besharam（2013年）
- Bhoothnath Returns（2014年）
- PK（2014年）
- Roy（2015年）
- ボンベイ・ベルベット（英語版）（2015年）
- Tamasha（2015年）
- Girls With Goals（2016年）
- 心〜君がくれた歌〜（英語版）（2016年）
- 探偵ジャッガ（英語版）（2017年）
- 平方メートルの恋（英語版）（2018年）
- Bucket List（2018年）
- SANJU サンジュ（2018年）
- Shamshera（2020年）
- ブラフマーストラ（2022年）
- Tu Jhoothi Main Makkaar（2023年）
- Animal（2023年）